# 圣莫里斯-埃蒂松
圣莫里斯-埃蒂松（法語：Saint-Maurice-Étusson，法語發音：[sɛ̃ moʁis etysɔ̃]）是法国德塞夫勒省的一个市镇，属于布雷叙尔区。该市镇于2016年由原市镇圣莫里斯-拉富日勒斯和埃蒂松合并而成。

## 地理
圣莫里斯-埃蒂松（47°2'3.84"N, 0°30'28.00"W）面积56.81 平方千米，位于法国新阿基坦大区德塞夫勒省，该省份为法国西部内陆省份，北起曼恩-卢瓦尔省，西接旺代省，南至夏朗德省和滨海夏朗德省，东临维埃纳省。
与圣莫里斯-埃蒂松接壤的市镇（或旧市镇、城区）包括：莱永河畔克莱雷、圣保罗迪布瓦、松卢瓦尔、阿让托奈、热讷通、利斯-上莱永、莱塞尔克、武尔芒坦、尼埃伊莱索比耶。
圣莫里斯-埃蒂松的时区为UTC+01:00、UTC+02:00（夏令时）。

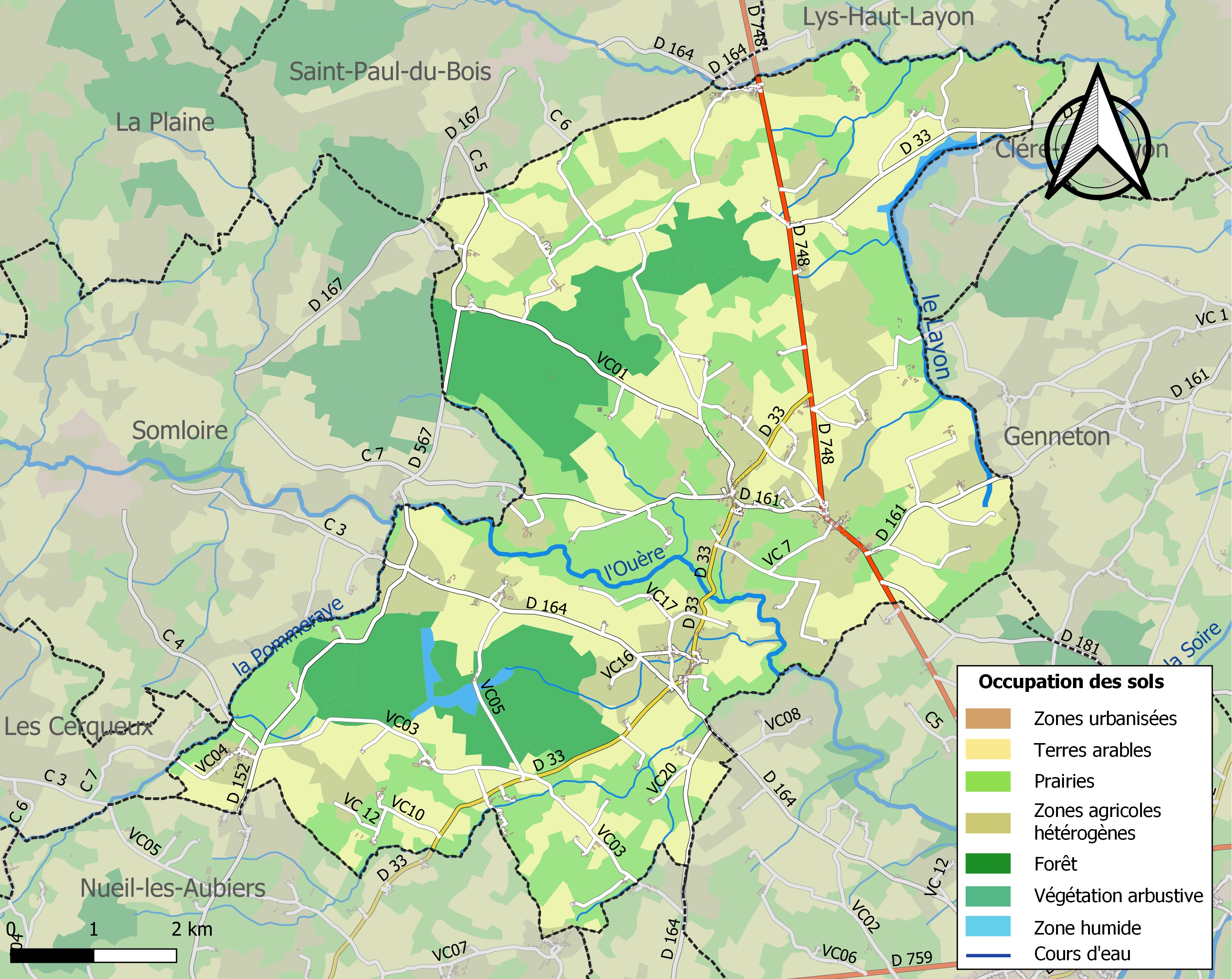
圣莫里斯-埃蒂松的OSM定位图

## 行政
圣莫里斯-埃蒂松的邮政编码为79150，INSEE市镇编码为79280。

## 政治
圣莫里斯-埃蒂松所属的省级选区为莫莱翁县。

## 人口
圣莫里斯-埃蒂松于2022年1月1日时的人口数量为888人。